# Tetraodon schoutedeni
Tetraodon schoutedeni es una especie de peces de la familia Tetraodontidae en el orden de los Tetraodontiformes.

## Morfología
Los machos pueden llegar alcanzar los 9 cm de longitud total.

## Reproducción
Los huevos son depositados en hojas y protegidos por el macho.

## Alimentación
Come organismos  bentónicos, como caracoles y gusanos.

## Hábitat
Es un pez de agua dulce y de clima tropical y demersal.(22 °C-26 °C)

## Distribución geográfica
Se encuentran en África:  cuenca del río Congo.

## Observaciones
Es inofensivo para los humanos.